# 溧水駅
溧水駅（りつすいえき）は、南京市溧水区交通路、交通東路と秦淮大道の交差点にある、南京地下鉄S7号線の駅である。

## 駅名
事業着手当初は南京地下鉄集団は「交通路駅」の仮称を用いており、2017年6月21日に「溧水城区駅」を駅名として第一次公示され、2017年10月11日に第一次公示のより駅名が「溧水駅」に決定したことが発表された。
なお、溧水は南京市の区名である。

## 歴史
- 2017年6月20日に駅名が第一次公示された[4]。
- 2017年10月11日に駅名が第二次公示された[1]。
- 2018年5月26日S7号線の駅として開業。

## 駅構造

### のりば
| 番線 | 路線             | 方面                          | 行先              |
| ---- | ---------------- | ----------------------------- | ----------------- |
|      | 南京地下鉄S7号線 | 群力・空港新城溧水・柘塘 方面 | 空港新城江寧 行き |
|      | 南京地下鉄S7号線 | 中山湖・幸荘 方面             | 無想山 行き       |

### 改札・出入口
- 1号出入口:秦淮大道の東側・城東花園
- 2号出入口:交通東路の北側
- 3号出入口:秦淮大道の東側・溧水バスタミナール
- 4号出入口:交通路の北側・溧水中等専門学校
- 5号出入口:交通路の南側・溧水区第三高級中学

## 駅周辺
- 溧水バスタミナール
- 永陽新区小学校
- 溧水区林業局
- 南京市物流技工学校
- 中山橋

## 隣の駅
南京地下鉄
■S7号線
臥竜湖駅- 溧水駅- 中山湖駅